# 三星堂 (医薬品卸)
株式会社三星堂（さんせいどう）は、かつて医薬品・医療機器・試薬の卸を中心に事業を展開していた日本の企業である。地盤の近畿地方では首位であった。武田薬品工業の連結持分法適用会社。現在のメディパルホールディングス。

## 概要
- 本社 兵庫県神戸市中央区山本通2-14-1
- 代表取締役社長 山田隆史
- 資本金 6,928百万円
- 従業員 2,306名（2008年＜平成10年＞3月）

## 大株主
- 武田薬品工業22.5％
- 従業員持株会11.6％
- 山之内製薬4.1％
- 富士銀行2.4％
- さくら銀行2.4％

## 営業地域
- 兵庫県・富山県・石川県・福井県・岐阜県・愛知県・滋賀県・京都府・大阪府・奈良市・和歌山県

## 沿革
- 1898年 (明治31年) 10月8日　熊田佐一郎が、兵庫県神戸市元町通り6丁目113番地に熊田三星堂薬舗を創業
- 1904年 (明治37年)　広島支店開設（1911年＜明治44年＞に当時の支店長に譲渡）
- 1915年 (大正04年)　店舗改造を機会に表の看板に「衛生百貨店・三星堂」とした。このころの主力取引メーカーは武田長兵衛商店・塩野義・田辺・藤沢・大日本製薬・日本新薬・東京田辺・丸石製薬・日本薬品洋行(森下製薬)等。
- 1922年 (大正11年) 07月　「合資会社三星堂」に商号変更
- 1923年 (大正12年) 05月　資本金20万円で株式会社三星堂設立
- 1924年 (大正13年)　三星堂卸部門を分離して栄町5丁目に移転する
- 1924年 (大正13年)　三星堂元町店を小売部として1階薬品部・調剤室・化粧品部とし、2階にソーダーファウンテンを開設
- 1933年 (昭和08年) 10月　三星堂卸部を北本町3丁目に移転
- 1939年 (昭和14年) 01月　元町3丁目に分店開設
- 1940年 (昭和15年)　元町3丁目分店の2階に美容院を併設
- 1945年 (昭和20年) 03月17日の大空襲により元町分店焼失
- 1945年 (昭和20年) 06月5日の大空襲により6丁目小売部焼失
- 1945年 (昭和20年)　元町6丁目国鉄高架下の疎開倉庫で営業開始
- 1945年 (昭和20年) 12月　加納町2丁目に卸部移転
- 1945年 (昭和20年)　創業者・熊田佐一郎死去
- 1947年 (昭和22年) 03月　姫路出張所開設（8月姫路支店に昇格）
- 1948年 (昭和23年) 07月　淡路出張所開設（昭和24年に支店に昇格）
- 1950年 (昭和25年)　仕入れ部「大阪連絡所」開設
- 1955年 (昭和30年)　卸部を山本通2丁目6番地に移転
- 1956年 (昭和31年) 03月　本社を生田区山本通2-6に移転
- 1960年 (昭和35年)　尼崎支店を開設
- 1963年 (昭和38年) 03月 合資会社布袋堂薬局の卸部門を譲受
- 1963年 (昭和38年) 05月　株式会社立石堂の卸部門を譲受
- 1963年 (昭和38年) 12月　ホノキ薬品株式会社の卸部門を譲受
- 1964年 (昭和39年)　元町営業所を元町通6-52に新築移転
- 1964年 (昭和39年) 09月　伊丹支店開設
- 1964年 (昭和39年) 11月　合資会社赤壁薬局の卸部門を譲受し、西宮連絡所が発足
- 1965年 (昭和40年)　明石支店西脇出張所開設
- 1966年 (昭和41年)　豊岡出張所開設
- 1970年 (昭和45年) 04月　浦名薬局（兵庫県篠山市）の卸部門を合併し、三星堂丹波支店が発足
- 1971年 (昭和46年) 01月に厚和薬品と、04月に田辺薬品（近畿圏域の医薬品卸で製薬メーカーの田辺製薬とは別会社）と合併。近畿圏医薬品卸業の大型合併となる。同年「中岡好仁堂」（大阪府池田市）「ヤナリ薬品」（大阪府堺市）「南野薬品」「近畿畜産薬品」（大阪府大阪市東区）「和光堂薬品」(大阪府茨木市)「大阪診療薬品」（大阪府堺市）「岡部薬品」（大阪府大阪市都島区）「東大阪診療薬品」（大阪府東大阪市）を吸収合併
- 1973年 (昭和48年) 09月　阪南出張所開設
- 1975年 (昭和50年) 03月16日　株式会社平松（大阪府岸和田市）の卸部門を合併し、三星堂和泉支店が発足
- 1975年 (昭和50年) 04月　枚方支店開設
- 1976年 (昭和51年) 04月　「株式会社三星堂薬局」設立
- 1976年 (昭和51年) 05月　トミヤ薬品株式会社の卸部門を譲受
- 1976年 (昭和51年) 11月　相生支店、奈良支店を開設
- 1978年 (昭和53年) 02月　加古川支店開設
- 1979年 (昭和54年) 07月　大阪北支店開設
- 1979年 (昭和54年) 07月　兵庫物流センター開設
- 1979年 (昭和54年) 08月　大阪南支店開設
- 1980年 (昭和55年) 01月　神戸営業所を神戸第一支店と神戸第二支店に分割
- 1980年 (昭和55年) 01月　阪神営業所と大阪営業所をそれぞれ支店に昇格
- 1981年 (昭和56年) 04月　阪神支店を阪神支店と阪神第二支店に分離
- 1981年 (昭和56年) 04月　豊岡支店新築移転
- 1981年 (昭和56年) 05月　神戸第一支店北神出張所開設
- 1982年 (昭和57年) 05月　大阪西支店開設
- 1982年 (昭和57年) 05月　伊丹支店開設
- 1982年 (昭和57年) 10月　武田薬品と受発注・販売情報データ交換
- 1983年 (昭和58年) 05月　三星堂薬局閉店
- 1983年 (昭和58年) 07月　神戸東支店開設
- 1983年 (昭和58年) 08月　営業本部を廃止
- 1984年 (昭和59年) 06月　箕面支店開設
- 1984年 (昭和59年) 07月　北神出張所を支店に昇格
- 1984年 (昭和59年) 07月　宇治支店開設
- 1984年 (昭和59年) 09月　全社オンライン化
- 1986年 (昭和61年) 03月　中央薬品株式会社と業務提携
- 1986年 (昭和61年) 07月　中央薬品株式会社の卸業務を譲受
- 1987年 (昭和62年) 03月　宇治支店京都南出張所開設
- 1988年 (昭和63年) 03月　泉南支店開設
- 1988年 (昭和63年) 03月　株式会社エイ・エム・エスと代理店契約
- 1988年 (昭和63年)　山本薬品（奈良県）を合併し、桜井支店が発足
- 1988年 (昭和63年) 05月　西神支店開設
- 1988年 (昭和63年) 07月　「JD-NET」稼動
- 1988年 (昭和63年) 10月　姫路支店新築移転
- 1989年 (平成元年) 07月　京都南出張所を支店に昇格
- 1989年 (平成元年) 10月　資本金9,900万円で「サンデー総合企画」を設立
- 1990年 (平成02年) 10月　本河薬品の卸部門を合併
  - 舞鶴支店・滋賀支店・福井支店・福知山営業所・宮津営業所・大津営業所・長浜営業所・小浜営業所・敦賀営業所を開設
- 1991年 (平成03年) 04月　大手メーカー6社の新仕切価制導入により新価格体系に移行
- 1991年 (平成03年) 04月　和歌山支店開設
- 1991年 (平成03年) 06月　合資会社玉清丹薬局（和歌山県橋本市市脇）の卸部門を合併し、紀北支店が発足
- 1991年 (平成03年) 06月　福知山営業所新築移転
- 1991年 (平成03年) 07月　「K-NETシステム」販売開始
- 1991年 (平成03年) 12月　敦賀営業所新築移転
- 1992年 (平成04年) 01月　「大津営業所」を「滋賀支店営業所」に変更
- 1992年 (平成04年) 02月　三星堂開発の「専用伝票システム」の使用権を中北薬品に譲渡
- 1992年 (平成04年) 03月　紀北支店新築移転
- 1992年 (平成04年) 04月　「得意先納入価決定システム」稼動
- 1992年 (平成04年) 06月　滋賀支店新築移転
- 1992年 (平成04年) 07月　クラヤ薬品との共同で「IBRDジャパン」設立
- 1992年 (平成04年) 09月　北神支店と舞鶴支店がそれぞれ新築移転
- 1993年 (平成05年) 03月　福井支店新築移転
- 1993年 (平成05年) 06月　大阪支店廃止
- 1993年 (平成05年) 11月　「宮津営業所」を「丹後営業所」に変更
- 1994年 (平成06年) 02月　「見積書作成システム」導入
- 1994年 (平成06年) 07月　敦賀営業所を支店に昇格
- 1994年 (平成06年) 10月　中栄草栄堂（石川県）を合併
  - 中栄金沢営業所・中栄小松営業所・中栄七尾営業所　開設
- 1994年 (平成06年) 10月　阪神第二支店開設
- 1996年 (平成08年) 01月　中栄金沢営業所・中栄小松営業所・中栄七尾営業所を中栄の名称を取り支店に昇格
- 1996年 (平成08年) 03月　「SEEDS北神戸」開設
- 1996年 (平成08年) 04月　完全子会社の田辺薬品が行っていたワクチン・防疫薬剤などの販売を三星堂に移行
- 1996年 (平成08年) 04月　IBRDジャパンの出資を引き上げ
- 1996年 (平成08年) 07月　田辺薬品株式会社を「株式会社サンメディス」に商号変更しジェネリック販売企業とする
- 1996年 (平成08年) 07月　紀伊田辺営業所開設
- 1996年 (平成08年) 11月　「STARS Ver2」サンエスと代理店契約を結ぶ
- 1996年 (平成08年) 12月　小浜営業所新築移転
- 1997年 (平成09年) 01月　丹波支店が西脇支店に統合
- 1997年 (平成09年) 01月　「長浜営業所」を「湖北営業所」に変更
- 1997年 (平成09年) 04月　小松支店新築移転
- 1997年 (平成09年) 05月　富山営業所開設
- 1997年 (平成09年) 07月　姫路第二支店開設
- 1997年 (平成09年) 07月　「スクラムシステム竜馬」導入開始
- 1997年 (平成09年) 07月　バレオ、サンエス、アステムの3社と物流機能の共同研究で業務提携
- 1997年 (平成09年) 10月　「STARS」エバルスと代理店契約し中国地区で販売開始
- 1997年 (平成09年) 11月　本河薬品と共同出資で「株式会社本河順生堂備蓄薬局」設立
- 1997年 (平成09年) 11月　株式会社ラブドラッグスとドラッグストアー経営で業務提携
- 1998年 (平成10年) 01月　東京事務所開設
- 1998年 (平成10年) 06月　神戸東支店を廃止
- 1998年 (平成10年) 07月　岐阜支店開設
- 1998年 (平成10年) 08月　バレオ、サンエス、アステムの3社とSTARSの開発と普及の共同実施で合意
- 1998年 (平成10年) 09月　「株式会社エルフ」と介護事業で業務提携
- 1998年 (平成10年) 09月　グループウエア「I-NET」本格稼動
- 1998年 (平成10年)　山陽薬舗（兵庫県）を合併
- 1998年 (平成10年) 10月　富山営業所を支店に昇格
- 1998年 (平成10年) 10月　帝人システムテクノロジーと共同出資で「株式会社インターファーコム」設立
- 1998年 (平成10年) 11月　「バレオ」「アステム」「サンエス」との業務提携に「エバルス」加盟
- 2000年 (平成12年) 03月 「バレオ」「アステム」「サンエス」「エバルス」との業務提携を解消
- 2000年 (平成12年) 04月 東京都に本社を置く「クラヤ薬品株式会社」「東京医薬品株式会社」と合併し、「クラヤ三星堂」と社名変更

## 営業所
- 兵庫県
  - 尼崎支店 - 兵庫県尼崎市
  - 明石支店 - 兵庫県明石市
  - 姫路支店 - 兵庫県姫路市
  - 姫路第二支店 - 兵庫県姫路市
  - 加古川支店 - 兵庫県加古川市
  - 相生支店 - 兵庫県相生市
  - 伊丹支店 - 兵庫県伊丹市
  - 西脇支店 - 兵庫県西脇市
  - 豊岡支店 - 兵庫県豊岡市
  - 淡路支店 - 兵庫県淡路市
- 大阪府
  - 大阪北支店 - 大阪府大阪市
  - 大阪西支店 - 大阪府大阪市
  - 阪神支店 大阪府大阪市
  - 阪神第二支店 大阪府大阪市
  - 北神支店 - 大阪府茨木市
  - 箕面支店 - 大阪府箕面市
  - 東大阪支店 - 大阪府東大阪市
  - 藤井寺支店 - 大阪府藤井寺市
  - 堺支店 - 大阪府堺市
  - 泉南支店 - 大阪府岸和田市
  - 和泉支店 - 大阪府和泉市
- 京都府
  - 京都支店 - 京都府京都市
  - 舞鶴支店 - 京都府舞鶴市
    - 丹後営業所 - 京都府宮津市
    - 福知山営業所 - 京都府福知山市

  - 宇治支店 - 宇治市
- 滋賀県
  - 滋賀支店 - 滋賀県大津市
  - 湖北支店 - 滋賀県長浜市
- 奈良県
  - 奈良支店 - 奈良県奈良市
- 和歌山県
  - 和歌山支店 - 和歌山県和歌山市
    - 紀伊田辺営業所 - 和歌山県田辺市

  - 紀北支店 - 和歌山県橋本市
- 福井県
  - 福井支店 - 福井県福井市
  - 敦賀支店 - 福井県敦賀市
    - 小浜営業所 - 福井県小浜市
- 石川県
  - 金沢支店 - 石川県金沢市
  - 七尾支店 - 石川県七尾市
  - 小松支店 - 石川県小松市
- 富山県
  - 富山支店 - 富山県富山市
- 愛知県
  - 名古屋支店 - 愛知県名古屋市
- 岐阜県
  - 岐阜支店 - 岐阜県岐阜市

## 主な取引メーカー
- 武田薬品工業
- 山之内製薬
- 第一製薬
- 藤沢薬品工業
- エーザイ
- 大鵬薬品工業
- 大塚製薬
- 万有製薬
- 吉富製薬
- バイエル 等

## 売上高(百万円)
- 1988年12月168,590
- 1989年12月183,026
- 1990年 3月 39,708
- 1991年 3月197,622
- 1992年 3月217,956
- 1993年 3月235,564
- 1994年 3月243,564
- 1995年 3月259,025
- 1996年 3月271,992
- 1997年 3月277,948
- 1998年 3月265,965
- 1999年 3月266,800
- 2000年 3月272,472